# Abborrtjärnen (Kvistbro socken, Närke)
Abborrtjärnen är en sjö i Lekebergs kommun i Närke och ingår i Norrströms huvudavrinningsområde. Sjön har en area på 0,186 kvadratkilometer och ligger 182,3 meter över havet.

## Delavrinningsområde
Abborrtjärnen ingår i det delavrinningsområde (656545-144012) som SMHI kallar för Mynnar i Norrström. Medelhöjden är 140 meter över havet och ytan är 48,4 kvadratkilometer. Det finns ett avrinningsområde uppströms, och räknas det in blir den ackumulerade arean 61,91 kvadratkilometer. Lillån som avvattnar avrinningsområdet har biflödesordning 2, vilket innebär att vattnet flödar genom totalt 2 vattendrag innan det når havet efter 250 kilometer. Avrinningsområdet består mestadels av skog (71 procent), öppen mark (11 procent) och jordbruk (11 procent). Avrinningsområdet har 0,74 kvadratkilometer vattenytor vilket ger det en sjöprocent på 1,5 procent.